# Stefan Otteni
Stefan Otteni (* 1966 bei Karlsruhe) ist ein deutscher Theaterregisseur und -schauspieler.

## Leben
Otteni wurde in einem Dorf bei Karlsruhe geboren und arbeitete nach seiner Schulzeit in Theatern in London, unter anderem bei Pierre Audi am Almeida Theatre. Danach studierte er Regie und Schauspiel an der Folkwang Hochschule und zeigte dort erste Regiearbeiten.
Von 1991 bis 1995 war er als Regiemitarbeiter, Schauspieler und Regisseur am Theater an der Ruhr in Mülheim an der Ruhr tätig. In Köln gründete er das Ensemble „Sommertheater“ zur Produktion von freien Arbeiten.
Seit 1996 ist Otteni als freischaffender Regisseur an etablierten Stadt- und Staatstheatern tätig, darunter das Staatstheater Nürnberg, Staatstheater Karlsruhe, das Deutsche Theater Berlin, die Volksbühne Berlin, das Maxim-Gorki-Theater in Berlin, das Theater Bonn, das Schauspielhaus Hannover, das Deutsche Schauspielhaus in Hamburg, das Prinzregententheater in München, das Stadttheater Bern, ETA Hoffmann Theater Bamberg, das Staatstheater Nürnberg und einige weitere. Zudem arbeitet er in freien Projekten in Schauspiel und Musiktheater. Von 1999 bis 2002 leitete er an der Seite von Martin Baucks die Kammerspiele des Deutschen Theaters Berlin.
Als Schauspieler ist Stefan Otteni in der freien Gruppe „Theater Operation“ beteiligt.

## Arbeiten (Auswahl)
- 1998: Clavigo von Johann Wolfgang von Goethe, Maxim Gorki Theater Berlin (Regie)
- 2007: Du sollst von Navid Kermani
- 2007: Die Probe (Der brave Simon Korach) von Lukas Bärfuss, Stadttheater Bern (Inszenierung)[1]
- 2007: Besuch bei dem Vater von Roland Schimmelpfennig, Staatstheater Nürnberg (Inszenierung)[7]
- 2008: Der Menschenfeind von Jean Baptiste Molière, Stadttheater Bern (Inszenierung)[1]
- 2009: Maria Stuart von Friedrich Schiller, Staatstheater Nürnberg (Inszenierung)[7]
- 2010: Was ihr wollt von William Shakespeare, Staatstheater Nürnberg (Inszenierung)[7]
- 2011: Gruppe Junger Hund von Klaus Händl, Staatstheater Nürnberg (Regie)[3]
- 2011: Immer noch Sturm von Peter Handke, Staatstheater Nürnberg (Regie)[7]
- 2013: Wie im Himmel von Kay Pollak, Hans Otto Theater, Potsdam (Regie)[3]
- 2013: Antigone von Sophokles, Theater Münster (Inszenierung)[8]
- 2013: Müdigkeitsgesellschaft/Versuch über die Müdigkeit von Byung-Chul Han/Peter Handke, Staatstheater Karlsruhe (Uraufführung; Regie)[6]
- 2014: Maienschlager von Katharina Gericke, Staatstheater Karlsruhe (Regie)[6]
- 2014: Judas Maccabäus (von Georg Friedrich Händel) / And The Trains Kept Coming ... (von Lior Navok), Staatstheater Nürnberg (Inszenierung)[7]
- 2014: Eine Schneise (DE) von Klaus Händl, Staatstheater Nürnberg (Inszenierung)[7]
- 2014: Der Prophet (Le prophète) von Giacomo Meyerbeer, Staatstheater Braunschweig (Inszenierung)[9]
- 2014: Der extravagante Liebhaber (La Place Royale) von Pierre Corneille, Theater Münster (Inszenierung; deutschsprachige Erstaufführung)[8]
- 2015: Die Kinder des Musa Dagh (DE) nach Franz Werfel, Staatstheater Karlsruhe.
- 2016: Die Deutsche Seele,  Musik/Theater verschiedene Autoren und Komponisten, Bamberger Symphoniker/Theater Bamberg (Regie)
- 2016: Töt´Erst Sein Weib, Musik/Theater nach Ludwig van Beethovens „Leonore“, Staatsoper Nürnberg (Regie)
- 2016: Die Wiedervereinigung der Beiden Koreas, Joel Pommerat, Hans-Otto-Theater Potsdam (Regie)
- 2017: CA IRA – Wir Schaffen Das, Joel Pommerat, Theater Münster (Regie)
- 2017: Die Irakische Konferenz der Vögel, nach Attar, Kloster Deir Maryam el-Adhra, Sulaymaniah, Iraq (Regie)

## Auszeichnungen und Ehrungen
- 2007: Preis für die „beste Ensemble-Leistung“ von Der Wolf ist tot nach den Brüdern Grimm bei den 25. Bayerischen Theatertagen in Fürth (Regie; Produktion der Otto-Falckenberg-Schule, München)
- 2009: Preis für die „beste künstlerische Gesamtleistung“ bei den 27. Bayerischen Theatertagen in Coburg für Maria Stuart
- 2010: Jugendjurypreis bei den 28. Bayerischen Theatertagen in Regensburg in der Kategorie „Beste Inszenierung“ für „Die Kontrakte des Kaufmanns“
- 2011: Einladung zum Heidelberger Stückemarkt mit Gruppe Junger Hund
- 2014: NachSpielPreis beim Heidelberger Stückemarkt für Eine Schneise (DE)